# Gapura Suci
Gapura Suci is een bestuurslaag in het regentschap Bungo van de provincie Jambi, Indonesië. Gapura Suci telt 3397 inwoners (volkstelling 2010).